# 河合耆三郎
河合 耆三郎（かわい きさぶろう、天保9年（1838年） - 慶応2年2月12日（1866年3月28日））は、新選組隊士。勘定方。

## 略歴
播磨国の高砂出身で、実家は富裕な蔵元（米問屋）であった。新選組には、大阪で商家に嫁いでいた妹が推薦（このため、永倉新八が河合の事を大坂の出身と後に記す原因となった）し入隊した。勘定方として主に隊費の経理面で活躍し、池田屋事件にも参戦し褒賞金をもらっている。
慶応2年（1866年）2月、切腹させられた。享年29。切腹の理由は以下の諸説あるが、粛清されるに至るまでの背景は判明していない。
- 近藤勇の妾の深雪太夫を身請けする費用の捻出が進まなかったためという説（しかし、深雪太夫の身請けと河合の粛清の時期に整合性がなく、信憑性は薄いとみられてい る）。
- 深雪太夫ではなく、ほかの芸妓の身請け話が進められて、それが原因で経理の失敗を起こしたという説。
- 近藤の度重なる女性関係の浪費に、隊費管理の責任者として難色や苦言を呈したために、排除対象人物とされ粛清されたという説。
- 何らかの理由で資金を流用していたためという説。
- 何らかの反乱工作を企てようとして露見したという説。
- 単に私用で使い込みをしたという説。

河合は切腹を免れるために親元に足りなくなった資金を借り入れるために使いを出したが、たまたま実家で騒動が起きていて資金を送るのが遅れてしまい、結果資金は河合切腹直後に届けられたという説がある。切腹を聞いた親は大変怒り、新選組が立てた墓とは別に息子を供養するための立派な墓を壬生寺に建てた。

## 関連作品
- 新選組（1969年、東宝、演：中村賀津雄）
- NHK大河ドラマ『新選組!』（2004年、NHK、演：大倉孝二）